# Gus G.
 (février 2016).
Si vous disposez d'ouvrages ou d'articles de référence ou si vous connaissez des sites web de qualité traitant du thème abordé ici, merci de compléter l'article en donnant les références utiles à sa vérifiabilité et en les liant à la section « Notes et références ».
Gus G., de son vrai nom Kostas Karamitroudis (en grec : Κώστας Καραμητρούδης) né le 12 septembre 1980 à Thessalonique en Grèce est guitariste au sein du groupe Firewind. Il a également fait partie des groupes Mystic Prophecy, Nightrage, Arch Enemy, Dream Evil et a accompagné Ozzy Osbourne. 

## Biographie
Gus G. quitte la Grèce à 18 ans pour le Berklee College of Music de Boston. Il quitte l’école rapidement après quelques semaines pour essayer de se faire un nom sur la scène metal américaine. Durant son passage à Berklee, il rencontre le guitariste Joe Stump qu’il cite comme l’une de ses principales influences.
En 2005, il remplace le guitariste de Arch Enemy sur leur date à l’Ozzfest et contribue à leur album Doomsday Machine.
Le 21 août 2009, Gus G. est choisi pour être le nouveau guitariste de Ozzy Osbourne et participer à l’enregistrement de son nouvel album prévu pour 2010. Gus G. a fait quelques apparitions avec le groupe japonais Sigh, il a contribué à l’album In Defiance of Existence du groupe Old Man's Child.
Son surnom Gus G. a deux origines : la première est que Gus est une traduction gréco-américaine de son nom Kostas, et G. est le surnom que ses amis lui ont donné.

## Matériels
Gus G. a sa propre signature de guitare chez ESP Guitars.
Depuis le 21 juin 2016, Gus G. a rejoint la firme Jackson Guitars
| Gus G. NT             | Gus G. NT                                                                     |
| --------------------- | ----------------------------------------------------------------------------- |
| Corps                 | Aulne                                                                         |
| Manche                | érable 3Pièces                                                                |
| Touche                | Palissandre, 22 frettes                                                       |
| Diapason              | 25.5 pouces (648mm)                                                           |
| Sillet                | Carbone (42mm)                                                                |
| Jonction corps/manche | Manche collé                                                                  |
| Mécaniques            | Sperzel Trim Lock Tuner                                                       |
| Chevalet              | Tune-O-matic / Stop Tailpiece                                                 |
| Micros                | Position manche: Seymour Duncan SH-1n Position chevalet: Seymour Duncan SH-6b |
| Contrôles             | Master Volume, PU Selector, Coil Split SW                                     |
| Couleur               | Noir                                                                          |
| Prix                  | ¥378,000 ($3,214.07, £1,682.35)                                               |

| Gus G. FR             | Gus G. FR                                                   |
| --------------------- | ----------------------------------------------------------- |
| Corps                 | Table: érable figuré, dos: Aulne                            |
| Manche                | érable dur 3P                                               |
| Touche                | Palissandre , 22 frettes                                    |
| Diapason              | 25.5 pouces (648mm)                                         |
| Sillet                | Lock Nut (42mm/R2)                                          |
| Jonction corps/manche | Manche collé                                                |
| Mécaniques            | Sperzel Trim Lock Tuner                                     |
| Chevalet              | Floyd Rose                                                  |
| Micros                | Manche: Seymour Duncan SH-1n Chevalet: Seymour Duncan SH-6b |
| Contrôles             | Master Volume, PU Selector, Coil Split SW                   |
| Couleur               | See-Thru Red                                                |
| Prix                  | ¥417,900, ($3,552.45, £1,858.89)                            |

Au niveau de l'amplification, Gus G joue sur Blackstar amplification et plus précisément sur la Série One de la marque.

## Discographie

### Firewind
- 1998 - Nocturnal Symphony (Demo)
- 2002 - Between Heaven and Hell
- 2003 - Burning Earth
- 2005 - Forged by Fire
- 2006 - Allegiance
- 2008 - The Premonition
- 2008 - Live Premonition (Live)
- 2010 - Days of Defiance
- 2012 - Few Against Many
- 2017- Immortals
- 2020 - Firewind

### Dream Evil
- 2002 - Dragonslayer
- 2003 - Evilized
- 2003 - Children of the Night (EP)
- 2004 - The First Chapter (EP)
- 2004 - The Book of Heavy Metal
- 2006 - United (Ospite in My Number One)

### Mystic Prophecy
- 2001 - Vengeance
- 2003 - Regressus
- 2004 - Never-Ending

### Arch Enemy
- 2005 - Doomsday Machine

### Nightrage
- 2001 - Demo
- 2002 - Demo 2
- 2002 - Demo 3
- 2003 - Sweet Vengeance
- 2005 - Descent into Chaos
- 2009 - Wearing a Martyr's Crown

### Ozzy Osbourne
- 2010 - Scream

### Album solo
- 2014 - I Am The Fire[5]
- 2015 - Brand New Revolution[6]
- 2018 - Fearless[7]
- 2021 - Quantum Leap[8]

## Vidéographie

### Clips
- 2014 : Long Way Down avec Alexia Rodriguez, tiré de I am the fire, dirigé par Patric Ullaeus
- 2014 : Eyes Wide Open, tiré de I am the fire, dirigé par Patric Ullaeus
- 2014 : I Am The Fire, tiré de I am the fire, dirigé par Patric Ullaeus
- 2014 : My Will Be Done, tiré de I am the fire, dirigé par Patric Ullaeus
- 2015 : What Lies Below avec Elize Ryd, tiré de Brand New Revolution, dirigé par Patric Ullaeus
- 2015 : Brand New Revolution, tiré de Brand New Revolution, dirigé par Patric Ullaeus
- 2018 : Force Majeur